# Liste der Stolpersteine in Neustadt am Rübenberge

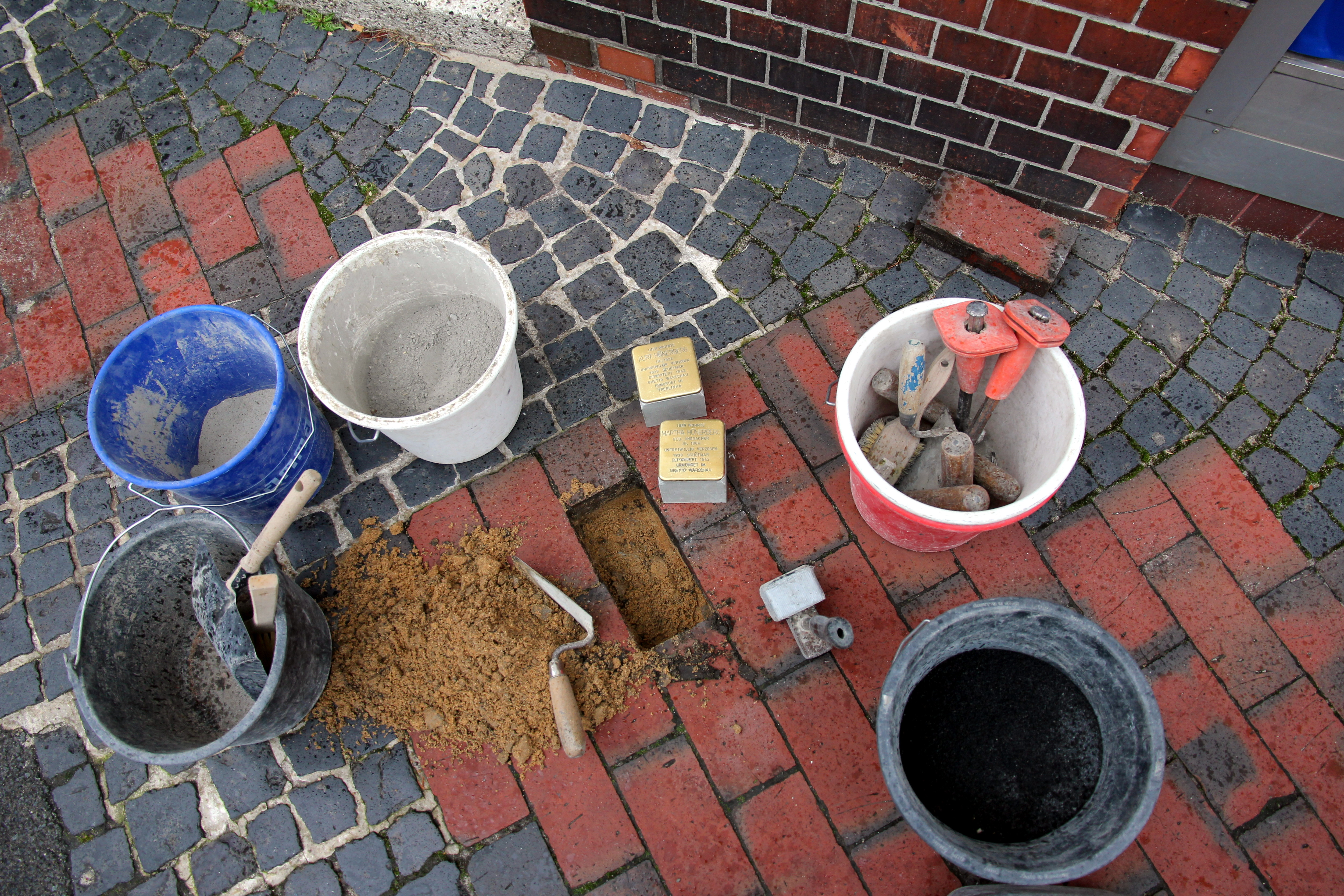
Stolpersteinverlegung im November 2015

Die Liste der Stolpersteine in Neustadt am Rübenberge enthält alle Stolpersteine, die im Rahmen des gleichnamigen Projekts von Gunter Demnig in Neustadt am Rübenberge verlegt wurden. Mit ihnen soll Opfern des Nationalsozialismus gedacht werden, die in Neustadt am Rübenberge lebten und wirkten. In drei Verlegungen seit März 2014 wurden insgesamt 23 Stolpersteine verlegt. (Stand: Mai 2019)

## Verlegte Stolpersteine
| Bild                                 | Person, Inschrift | Adresse                       | Verlegedatum  | Anmerkung |
| ------------------------------------ | --- | ----------------------------- | ------------- | --------- |
| Stolperstein für Erich Meinrath      | Hier wohnte Erich Meinrath Jg. 1882 ’Schutzhaft’ 1938 Buchenwald unfreiwillig verzogen 1939 Hannover deportiert 1941 Riga ermordet 1.1.1943       | Leinstraße 21                 | 25. Sep. 2018 | [ 1 ]     |
| Stolperstein für Gertrud Meinrath    | Hier wohnte Gertrud Meinrath geb. Wertheim Jg. 1887 unfreiwillig verzogen 1939 Hannover deportiert 1941 Riga ermordet 1.1.1943                    | Leinstraße 21                 | 25. Sep. 2018 |           |
| Stolperstein für Helene Sternheim    | Hier wohnte Helene Sternheim Jg. 1864 unfreiwillig verzogen 1938 Barsinghausen deportiert 1942 Theresienstadt ermordet 1.8.1943                   | Leinstraße 22                 | 27. März 2014 |           |
| Stolperstein für Steinberg, Annelise | Hier wohnte Annelise Steinberg Jg. 1912 unfreiwillig verzogen 1937 Hamburg Flucht 1941 Shanghai Palästina überlebt                                | Marktstraße 10                | 27. März 2014 |           |
| Stolperstein für Steinberg, Leo      | Hier wohnte Leo Steinberg Jg. 1872 unfreiwillig verzogen 1937 Hamburg Flucht 1941 Shanghai Palästina überlebt                                     | Marktstraße 10                | 27. März 2014 |           |
| Stolperstein für Steinberg, Marianne | Hier wohnte Marianne Steinberg geb. Schulenklopper Jg. 1886 unfreiwillig verzogen 1937 Hamburg Flucht 1941 Shanghai Palästina überlebt            | Marktstraße 10                | 27. März 2014 |           |
| Stolperstein für Steinberg, Willi    | Hier wohnte Willi Steinberg Jg. 1919 verzogen 1929 Hannover Flucht 1941 Shanghai Palästina überlebt                                               | Marktstraße 10                | 27. März 2014 |           |
| Stolperstein Rosenbaum Leopold       | Hier wohnte Leopold Rosenbaum Jg. 1878 unfreiwillig verzogen 1935 Bremen 'Schutzhaft' 1938 Sachsenhausen deportiert 1941 Minsk ermordet 28.7.1942 | Marktstraße 13                | 21. Nov. 2015 |           |
| Stolperstein Rosenbaum Paula         | Hier wohnte Paula Rosenbaum geb. Nathan Jg. 1884 unfreiwillig verzogen 1935 Bremen deportiert 1941 Minsk ermordet 28.7.1942                       | Marktstraße 13                | 21. Nov. 2015 |           |
| Stolperstein Rosenbaum Lotti         | Hier wohnte Lotti Rosenbaum Jg. 1915 unfreiwillig verzogen 1935 Bremen deportiert 1941 Minsk ermordet 28.7.1942                                   | Marktstraße 13                | 21. Nov. 2015 |           |
| Stolperstein Rosenbaum Kurt Leopold  | Hier wohnte Kurt Leopold Rosenbaum Jg. 1920 unfreiwillig verzogen 1935 Bremen 'Schutzhaft' 1938 Sachsenhausen Flucht 1939 Ecuador                 | Marktstraße 13                | 21. Nov. 2015 |           |
|                                      | Hier wohnte Emmy Rosenstein Jg. 1878 unfreiwillig verzogen 1935 Hamburg deportiert 1941 ermordet in Riga                                          | Rundeel 2 (Heini-Nülle-Platz) | 27. März 2014 |           |
|                                      | Hier wohnte Martha Rosenstein Jg. 1876 unfreiwillig verzogen 1935 Hamburg deportiert 1941 ermordet in Riga                                        | Rundeel 2 (Heini-Nülle-Platz) | 27. März 2014 |           |
| Stolperstein Hünerberg Martha        | Hier wohnte Martha Hünerberg geb. Ansbacher Jg. 1884 unfreiwillig verzogen 1938 Schötmar deportiert 1942 ermordet im Ghetto Warschau              | Rundeel 1                     | 21. Nov. 2015 |           |
| Stolperstein Hünerberg Kurt          | Hier wohnte Kurt Hünerberg Jg. 1924 unfreiwillig verzogen 1938 Schötmar deportiert 1942 Ghetto Warschau ermordet in Treblinka                     | Rundeel 1                     | 21. Nov. 2015 |           |
| Stolperstein Hermann Birkenruth      | Hier wohnte Hermann Birkenruth Jg. 1890 'Schutzhaft' 1938 Buchenwald Flucht 1939 England                                                          | Wallstraße 3                  | 25. Sep. 2018 |           |
| Stolperstein Johanna Birkenruth      | Hier wohnte Johanna Birkenruth geb. Meyer Jg. 1898 Flucht 1939 England                                                                            | Wallstraße 3                  | 25. Sep. 2018 |           |
| Stolperstein Edith Birkenruth        | Hier wohnte Edith Birkenruth Jg. 1926 Flucht 1939 England                                                                                         | Wallstraße 3                  | 25. Sep. 2018 |           |
| Stolperstein Günter Birkenruth       | Hier wohnte Günter Birkenruth Jg. 1927 Flucht 1939 England                                                                                        | Wallstraße 3                  | 25. Sep. 2018 |           |
| Stolperstein Albert Wildau           | Hier wohnte Albert Wildau Jg. 1884 unfreiwillig verzogen 1939 Hannover deportiert 1941 ermordet in Riga                                           | Wallstraße 3                  | 25. Sep. 2018 |           |
| Stolperstein Meinrath Jenny          | Hier wohnte Jenny Meinrath geb. Lehmann Jg. 1875 Flucht 1939 Brasilien                                                                            | Zwischen den Brücken 1        | 21. Nov. 2015 |           |
| Stolperstein Meinrath Otto           | Hier wohnte Otto Meinrath Jg. 1900 'Schutzhaft' 1938 Buchenwald Flucht 1939 Brasilien                                                             | Zwischen den Brücken 1        | 21. Nov. 2015 |           |
| Stolperstein Meinrath Walter         | Hier wohnte Walter Meinrath Jg. 1901 Flucht 1935 Brasilien                                                                                        | Zwischen den Brücken 1        | 21. Nov. 2015 |           |

## Verlegungen
- 27. März 2014: sieben Stolpersteine an drei Adressen
- 21. November 2015: neun Stolpersteine an drei Adressen[2]
- 25. September 2018: sieben Stolpersteine an zwei Adressen[3]